# Рецидив (медицина)
Рецидив (від лат. recidere) у медицині — відновлення хвороби після удаваного повного одужання (ремісії). Рецидив при інфекційних хворобах пояснюють тією обставиною, що збудник у ході лікування не повністю зникає з організму і, за певних умов, знову спричинює повернення хвороби у вигляді швидкого відновлення клінічних ознак, симптомів захворювання. Клінічні ознаки рецидиву, як правило, повторюють розпал захворювання. При інфекційних хворобах рецидив — це наслідок активації саме ендогенної флори. До рецидиву при інфекційних хворобах не відносять реінфекцію — повторне зараження тим же (або незначно мутованим) інфекційним агентом із зовнішнього середовища, що й первинний. Також до рецидиву не відносять активацію патологічного процесу при розвитку метастазів злоякісної пухлини (рецидивом вважають відновлення росту пухлини на її початковому місці).

## Причини
Серед основних причин рецидиву захворювання зазвичай вказують:
- Циклічний або наростаючий характер самого захворювання (черевний тиф, поворотний тиф, бруцельоз, лейкози, хвороби сполучної тканини, тощо)
- Неповноцінне лікування (перш за все, при лікуванні злоякісних пухлин, також при черевному тифі та паратифах, тощо)
- Ослаблення імунітету внаслідок переохолодження, стресу (герпесу, екземи, тощо)
- Не дотримання рекомендованої дієти після перенесеного захворювання (зокрема, при панкреатиті, колітах, тощо)

Лікування рецидиву більшості захворювань аналогічне лікуванню первинного прояву цього захворювання. У деяких випадках додатково призначають фармацевтичні препарати, що сприяють посиленню імунітету для запобігання подальших рецидивів.